# Луїза Саксен-Гільдбурггаузенська
Луїза Саксен-Гільдбурггаузенська (нім. Luise von Sachsen-Hildburghausen), повне ім'я Шарлотта Луїза Фредеріка Амалія Александріна Саксен-Гільдбурггаузенська (нім. Charlotte Luise Friederike Amalie Alexandrine von Sachsen-Hildburghausen), ( 28 січня 1794 —  6 квітня 1825) — принцеса Саксен-Гльдбурггаузенська з династії Веттінів, донька герцога Фрідріха Саксен-Гільдбурггаузенського та принцеси Шарлотти Мекленбург-Штреліцької, дружина герцога Нассау Вільгельма.

## Біографія
Луїза народилась 28 січня 1794 року у Хільдбурґхаузені. Вона була сьомою дитиною і п'ятою донькою в родині герцога Саксен-Гільдбурггаузенського Фрідріха та його дружини Шарлотти Георгіни.
У 1809 році замок Гільдбурггаузен відвідав кронпринц Баварії Людвіг з метою знайти собі наречену. Він довго обирав між Луїзою та її старшою сестрою Терезою і, урешті-решт, обрав Терезу. Наступного жовтня вони побралися.
Луїза вийшла заміж чотири роки потому. Її пошлюбив принц Нассау Георг Вільгельм. Він був сином і спадкоємцем одного з двох правителів новоствореного Нассауського герцогства. Нареченій було 20 років, нареченому — 22. Весілля відбулося 24 червня 1813 року у Вайльбурзі. У подружжя народилося восьмеро дітей.
Сімейне життя не було щасливим. Авторитарній у політиці Вільгельм, дотримувався тієї ж поведінки і вдома, залякуючи дружину та дітей. Луїза за два з половиною місяці після народження молодшої доньки померла.
За чотири роки Вільгельм одружився з її небогою Пауліною.

## Вшанування пам'яті
- На честь Луїзи названо вулицю Luisenstraße та площа Luisenplatz у Вісбадені.

## Родина
Чоловік — Вільгельм, герцог Нассау
Діти:
- Августа (13 квітня—3 жовтня 1814) — померла немовлям;
- Терезія (1815—1871) — дружина принца Ольденбурзького Петра Георгійовича, мала восьмеро дітей;
- Адольф (1817—1905) — наступний герцог Нассау (1839—1866), великий герцог Люксембургу (1890—1905), був двічі одружений, мав шестеро дітей.
- Вільгельм Карл Генріх (1819—1823) — помер в дитячому віці;
- Моріц (1820—1850) — одружений не був, дітей не мав;
- Марія Вільгельміна (1822—1824) — померла в дитячому віці;
- Вільгельм Карл Август (1823—1828) — помер в дитячому віці;
- Марія (1825—1902) — дружина принца цу Від Германа, мала трьох дітей.